# Messier 49
Messier 49 (M49, NGC 4472) é uma galáxia elíptica localizada a cerca de 60 milhões de anos-luz da Terra na constelação de Virgo. Foi descoberta por Charles Messier em 1771.
Messier 49 é o membro mais brilhante do Aglomerado de Virgem.

## Descoberta e visualização
Foi a primeira galáxia membro do aglomerado de Virgem a ser descoberta, por Charles Messier, que adicionou-a em seu catálogo em 19 de fevereiro de 1771. Também foi a segunda galáxia fora do Grupo Local a ser descoberta, a primeira sendo Messier 83, por Nicolas-Louis de Lacaille.
Oito anos mais tarde, em 22 de abril de 1779, por ocasião da chegada do cometa daquele ano e pela ambição de outros observadores de descobrir objetos nebulosos, Barnabi Oriani redescobriu independente a "nebulosa". William Henry Smyth confundiu as descobertas de Messier e Oriani, invertendo seus papéis, erro que foi propagado no General Catalogue (GC) de John Herschel, em 1864, e no New General Catalogue (NGC) de John Louis Emil Dreyer.

## Características

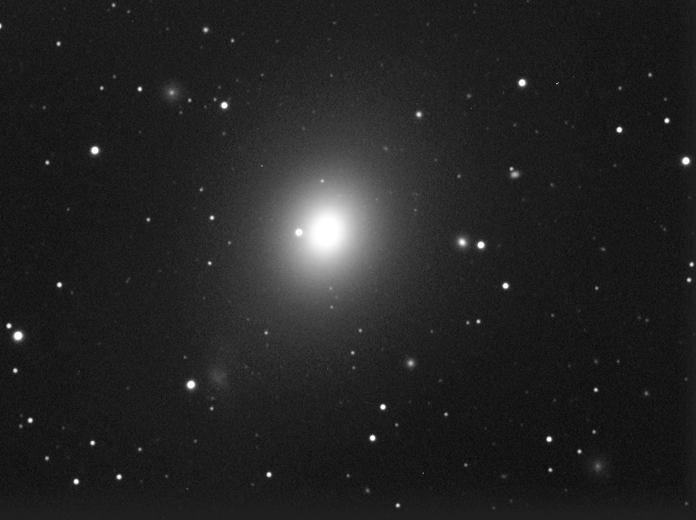
Messier 49, Ole Nielsen

É uma das galáxias mais brilhantes pertencentes ao aglomerado de Virgem, com uma magnitude aparente 8,5, correspondente a uma magnitude absoluta -22,8, consdierando sua distância de 60 milhões de anos-luz em relação à Terra. É uma das galáxias elípticas gigantes desse aglomerado (juntamente com Messier 60 e Messier 87), e pertence à classe E4 segundo a classificação de Edwin Hubble. Têm um diâmetro aparente de 9 x 7,5 minutos de grau, correspondendo a um elipsoide com semi-eixo maior de 160 000 anos-luz. É menos maciça que sua companheira, Messier 87, embora seja maior em extensão. Pertencente à classe espectral integrada G7 e índice de cor +0,76, é mais amarelada do que a maioria das galáxias do aglomerado de Virgem.
Astrofotografias de longa exposição mostram um sistema de aglomerados globulares, embora contenha muito menos aglomerados globulares o que M87, embora tenha mais do que M60. Segundo William E. Harris, M49 contém 6 300 aglomerados globulares. Em fotografias, é possível observar NGC 4470, uma galáxia satélite de M49. A supernova SN 1969Q foi observada na galáxia em junho de 1969.

## Galeria

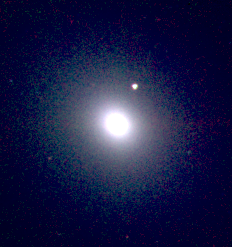
Messier 49, Telescópio Espacial Spitzer
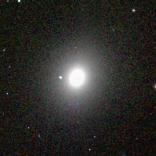
Messier 49, projeto 2MASS